# Cadillac Catera
Der Cadillac Catera war ein Fahrzeug der oberen Mittelklasse, das als Einstiegsmodell von Cadillac angeboten wurde. Es handelt sich dabei um ein im Badge-Engineering entstandenes Modell auf Basis des Opel Omega B mit serienmäßiger höherwertiger Ausstattung.

## Geschichte
Bereits in den 1980er Jahren hatte Cadillac mit dem Cimarron ein Opel-Derivat als Einstiegsmodell ins Portfolio aufgenommen.
In den 1990er Jahren wurde ein neuer Ansatz gestartet, mit einem Fahrzeug die Modellpalette nach unten um ein Mittelklasse-Fahrzeug zu erweitern. Da in diesem Segment die europäischen Marken Mercedes-Benz und BMW sehr stark waren, entschied man sich für den Opel Omega. Dieser wurde für Cadillac in einer modifizierten Variante in Rüsselsheim gefertigt, diese unterscheidet sich insbesondere durch eine reichhaltigere Serienausstattung vom deutschen Pendant.
Die erste formale Präsentation eines Konzeptfahrzeugs für den Catera fand auf der Detroit Auto Show 1994 unter der Bezeichnung Cadillac LSE statt. Da das Heck aufgrund der Reaktionen des Messepublikums umgestaltet wurde, erfolgte eine Umbenennung des Serienfahrzeugs in Catera.
Der Catera wurde in Rüsselsheim gemeinsam mit dem Omega produziert und als Komplettfahrzeug in die USA exportiert. Die Einführung erfolgte jedoch erst im Herbst 1996, also über zwei Jahre nach Produktionsbeginn des Omega B.
Es gab ihn ausschließlich mit dem drei Liter großen V6-Ottomotor. Die maximale Leistung wurde in Amerika mit 149 kW (200 hp) angegeben, während die europäische Variante eine maximale Leistung von 155 kW (211 PS) hatte.
Etwa zeitgleich im Sommer 1999 wurde der Catera wie der Omega B leicht überarbeitet.
Von den amerikanischen Autotestern wurde der Catera positiv aufgenommen, er wurde mit etwa 95.000 produzierten Exemplaren jedoch kein Verkaufserfolg. Wenngleich gut ausgestattet, so erwarteten Cadillac-Käufer ein geräumigeres Auto, gleichzeitig war es mit dem Catera nicht gelungen in größerem Maß Mercedes- und BMW-Fahrer von einem Kauf zu überzeugen. Noch vor dem Produktionsende des Omega Mitte 2003 wurde der Catera im Herbst 2001 vom Markt genommen und durch die Eigenentwicklung Cadillac CTS ersetzt.

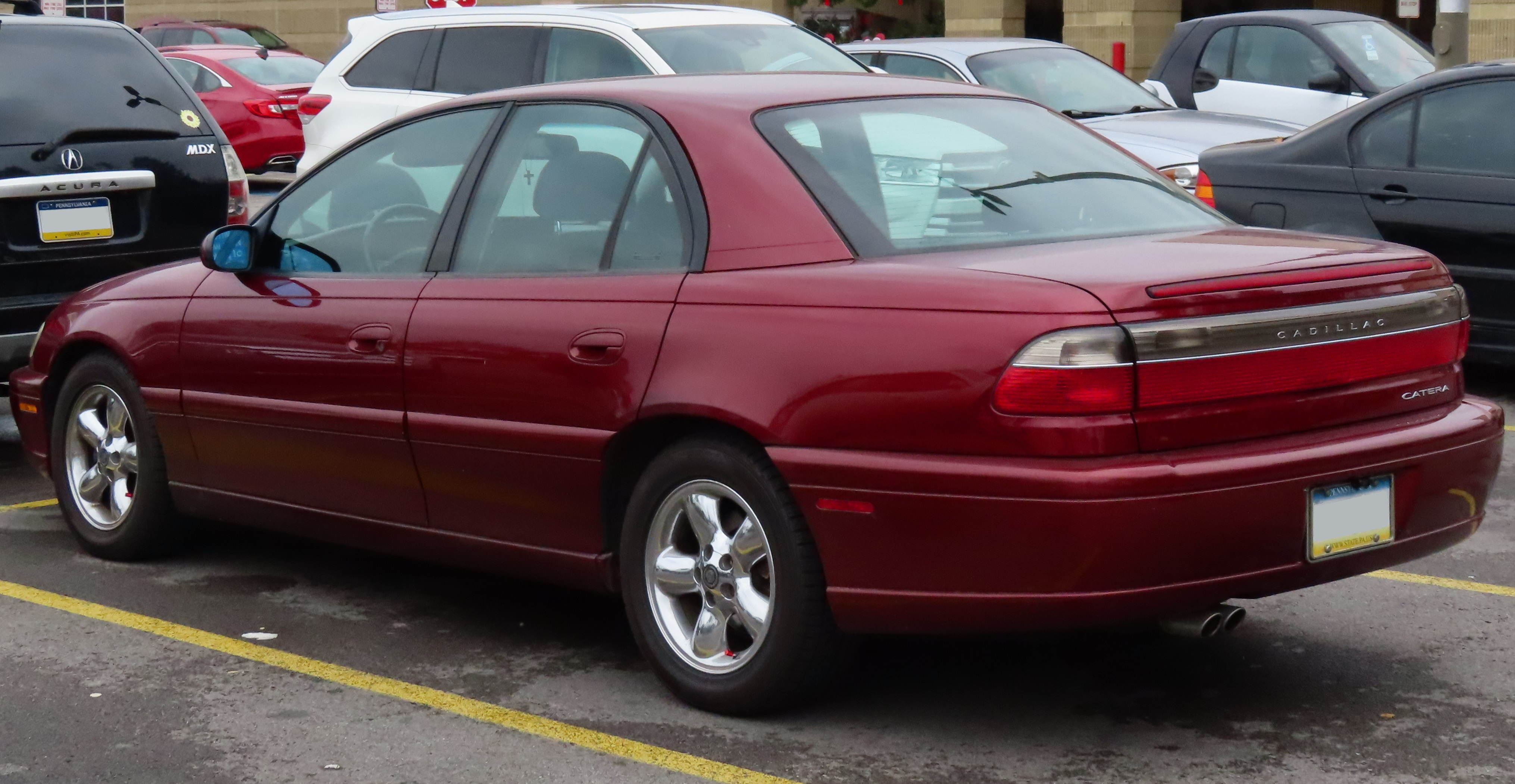
Heckansicht (1996–1999)
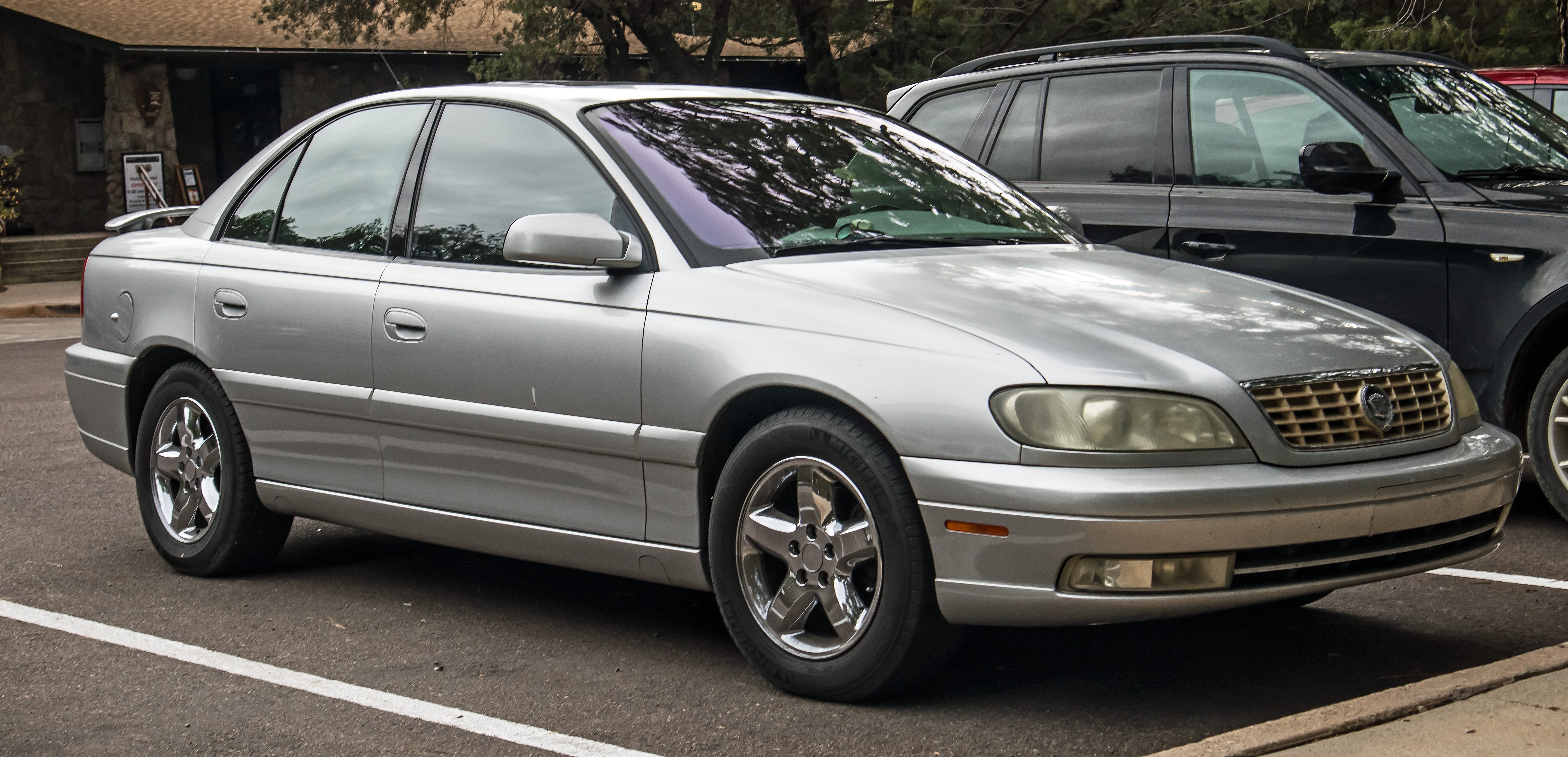
Cadillac Catera Sport (1999–2001)
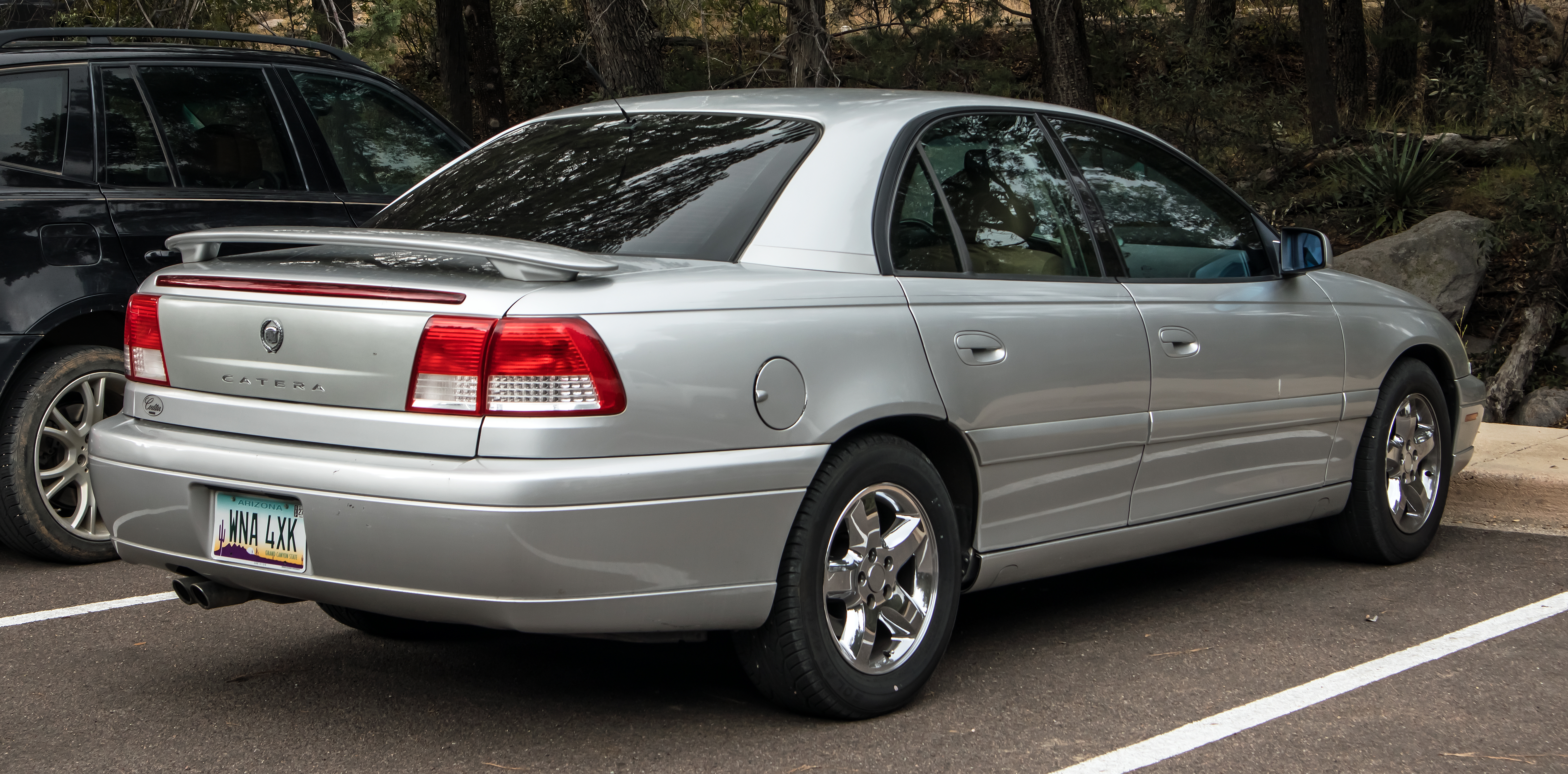
Heckansicht